# Malzéville
Malzéville és un municipi francès situat al departament de Meurthe i Mosel·la i a la regió del Gran Est. L'any 2007 tenia 8.099 habitants.

## Demografia

### Població
El 2007 la població de fet de Malzéville era de 8.099 persones. Hi havia 3.415 famílies, de les quals 1.172 eren unipersonals (381 homes vivint sols i 791 dones vivint soles), 917 parelles sense fills, 990 parelles amb fills i 336 famílies monoparentals amb fills.
La població ha evolucionat segons el següent gràfic:
Habitants censats

### Habitatges
El 2007 hi havia 3.735 habitatges, 3.497 eren l'habitatge principal de la família, 32 eren segones residències i 206 estaven desocupats. 1.806 eren cases i 1.872 eren apartaments. Dels 3.497 habitatges principals, 1.976 estaven ocupats pels seus propietaris, 1.463 estaven llogats i ocupats pels llogaters i 58 estaven cedits a títol gratuït; 208 tenien una cambra, 318 en tenien dues, 753 en tenien tres, 935 en tenien quatre i 1.284 en tenien cinc o més. 2.223 habitatges disposaven pel capbaix d'una plaça de pàrquing. A 1.842 habitatges hi havia un automòbil i a 1.008 n'hi havia dos o més.

### Piràmide de població
La piràmide de població per edats i sexe el 2009 era:
| Homes | Edats   | Dones |
| ----- | ------- | ----- |
| 0     | 95 o +  | 0     |
| 8     | 90 a 94 | 20    |
| 52    | 85 a 89 | 84    |
| 40    | 80 a 84 | 64    |
| 100   | 75 a 79 | 152   |
| 140   | 70 a 74 | 160   |
| 136   | 65 a 69 | 212   |
| 148   | 60 a 64 | 200   |
| 172   | 55 a 59 | 176   |
| 276   | 50 a 54 | 280   |
| 252   | 45 a 49 | 264   |
| 284   | 40 a 44 | 344   |
| 284   | 35 a 39 | 340   |
| 256   | 30 a 34 | 240   |
| 260   | 25 a 29 | 268   |
| 268   | 20 a 24 | 236   |
| 300   | 15 a 19 | 304   |
| 300   | 10 a 14 | 240   |
| 284   | 5 a 9   | 232   |
| 148   | 0 a 4   | 200   |

## Economia
El 2007 la població en edat de treballar era de 5.439 persones, 3.983 eren actives i 1.456 eren inactives. De les 3.983 persones actives 3.526 estaven ocupades (1.818 homes i 1.708 dones) i 457 estaven aturades (242 homes i 215 dones). De les 1.456 persones inactives 338 estaven jubilades, 744 estaven estudiant i 374 estaven classificades com a «altres inactius».

### Ingressos
El 2009 a Malzéville hi havia 3.479 unitats fiscals que integraven 7.950,5 persones, la mediana anual d'ingressos fiscals per persona era de 19.261 €.

### Activitats econòmiques
Dels 263 establiments que hi havia el 2007, 2 eren d'empreses extractives, 6 d'empreses alimentàries, 11 d'empreses de fabricació d'altres productes industrials, 51 d'empreses de construcció, 36 d'empreses de comerç i reparació d'automòbils, 11 d'empreses de transport, 11 d'empreses d'hostatgeria i restauració, 9 d'empreses d'informació i comunicació, 8 d'empreses financeres, 15 d'empreses immobiliàries, 35 d'empreses de serveis, 42 d'entitats de l'administració pública i 26 d'empreses classificades com a «altres activitats de serveis».
Dels 73 establiments de servei als particulars que hi havia el 2009, 1 era una oficina de correu, 1 una oficina bancària, 1 taller de reparació d'automòbils i de material agrícola, 6 paletes, 14 guixaires pintors, 5 fusteries, 9 lampisteries, 9 electricistes, 3 empreses de construcció, 4 perruqueries, 9 restaurants, 6 agències immobiliàries, 2 tintoreries i 3 salons de bellesa.
Dels 14 establiments comercials que hi havia el 2009, 1 era una botiga de més de 120 m², 6 fleques, 1 una fleca, 1 una peixateria, 1 una llibreria, 1 una botiga de mobles i 3 floristeries.
L'any 2000 a Malzéville hi havia 6 explotacions agrícoles.

## Equipaments sanitaris i escolars
El 2009 hi havia 1 centre de salut i 3 farmàcies.
El 2009 hi havia 3 escoles maternals i 3 escoles elementals. Malzéville disposava d'un col·legi d'educació secundària amb 482 alumnes.

## Poblacions més properes
El següent diagrama mostra les poblacions més properes.